# كيفن سانت جاري
كيفن سانت جاري (بالإنجليزية: Kevin St.Jarre)‏ (ولد في 26 يوليو 1968 في بيتسفيلد، الولايات المتحدة) مؤلف ومحرر وأستاذ أمريكي. رواياته مكتوبة تحت اسم مايكل هوك من فوج الطيران الستون بعد المائة من الجيش الأمريكي. عمل سانت جاري أيضا كصحفي وشاعر وكتب في مجال المواضيع التربوية في المجلات والكتب.
شارك في حرب الخليج الثانية.

## وصلات خارجية
- الصفحة الرئيسية لكيفن سانت جاري
- سوق الناشر
- في دلتا كابان الصفحة الرئيسية
- المجلة الإنجليزية الصفحة الرئيسية